# Liste der Wappen im Kreis Segeberg
Diese Liste zeigt die Wappen des Kreises Kreises Segeberg (Schleswig-Holstein) mit seinen Städten, Gemeinden und Ämtern.

## Kreiswappen

Karte Kreis Segeberg, Schleswig-Holstein
Kreiswappen Segeberg[1]

## Amtsfreie Städte und Gemeinden

Bad Bramstedt[2], Stadt
Bad Segeberg[3], Stadt
Ellerau[4]
Henstedt-Ulzburg[5]
Kaltenkirchen[6], Stadt
Norderstedt[7], Stadt
Wahlstedt[8], Stadt

## Ämter

### Amt Auenland Südholstein

Lage des Amtes
Wappen Amt Auenland Südholstein[9]

Alveslohe
Hartenholm
Hasenmoor
Lentföhrden
Nützen
Schmalfeld

- Alveslohe[10]
- Hartenholm[11]
- Hasenmoor[12]
- Lentföhrden[13]
- Nützen[14]
- Schmalfeld[15]

### Amt Bad Bramstedt-Land

Lage des Amtes
Wappen Amt Bad Bramstedt-Land[16]

Armstedt[17]
Bimöhlen[18]
Borstel[19]
Föhrden-Barl[20]
Fuhlendorf[21]
Großenaspe[22]
Hagen[23]
Hardebek[24]
Hasenkrug[25]
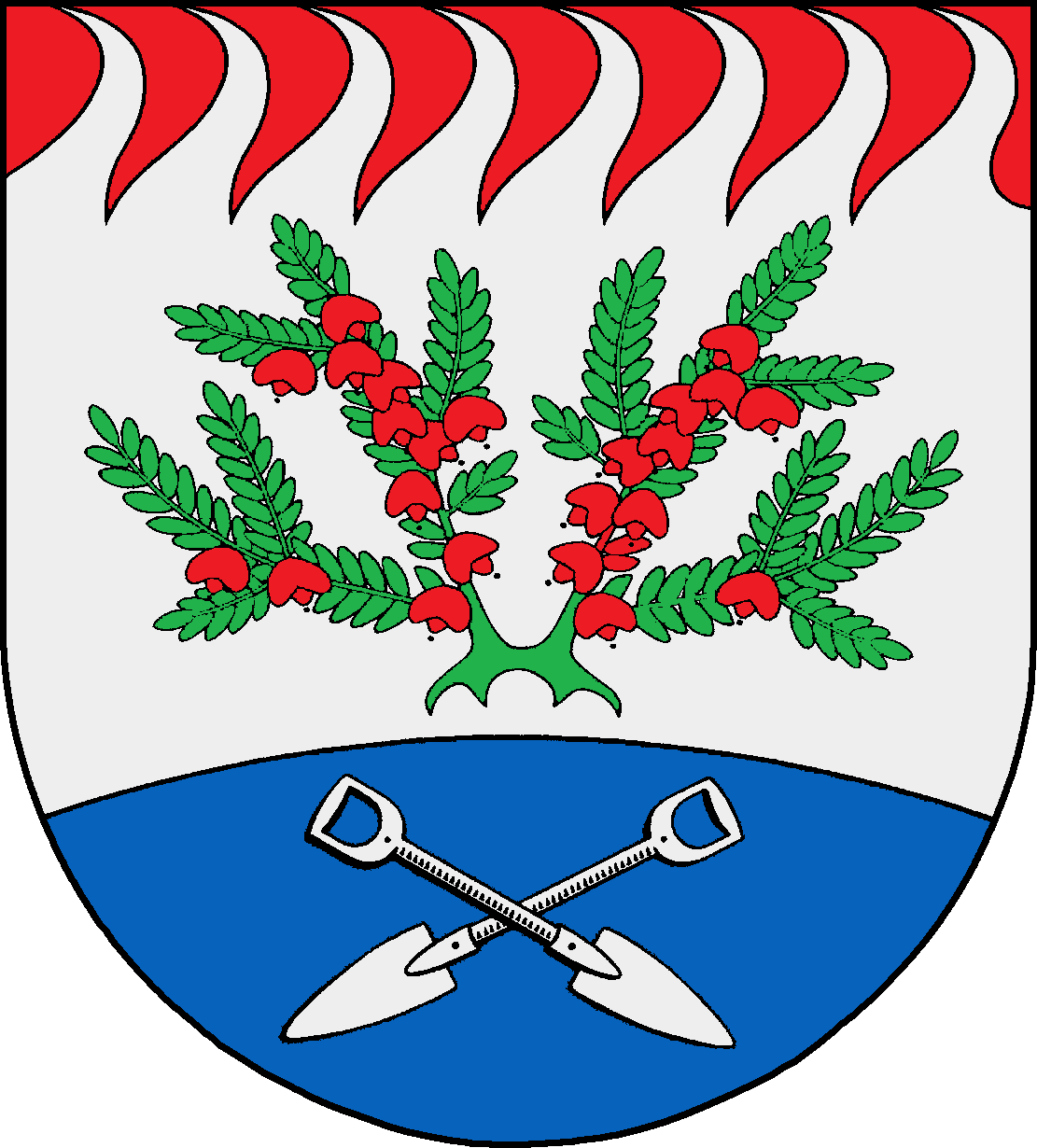
Heidmoor
Hitzhusen[27]
Mönkloh[28]
Weddelbrook[29]
Wiemersdorf[30]

### Amt Boostedt-Rickling

Lage des Amtes
Wappen Amt Boostedt-Rickling[31]

Boostedt[32]
Daldorf[33]
Groß Kummerfeld[34]
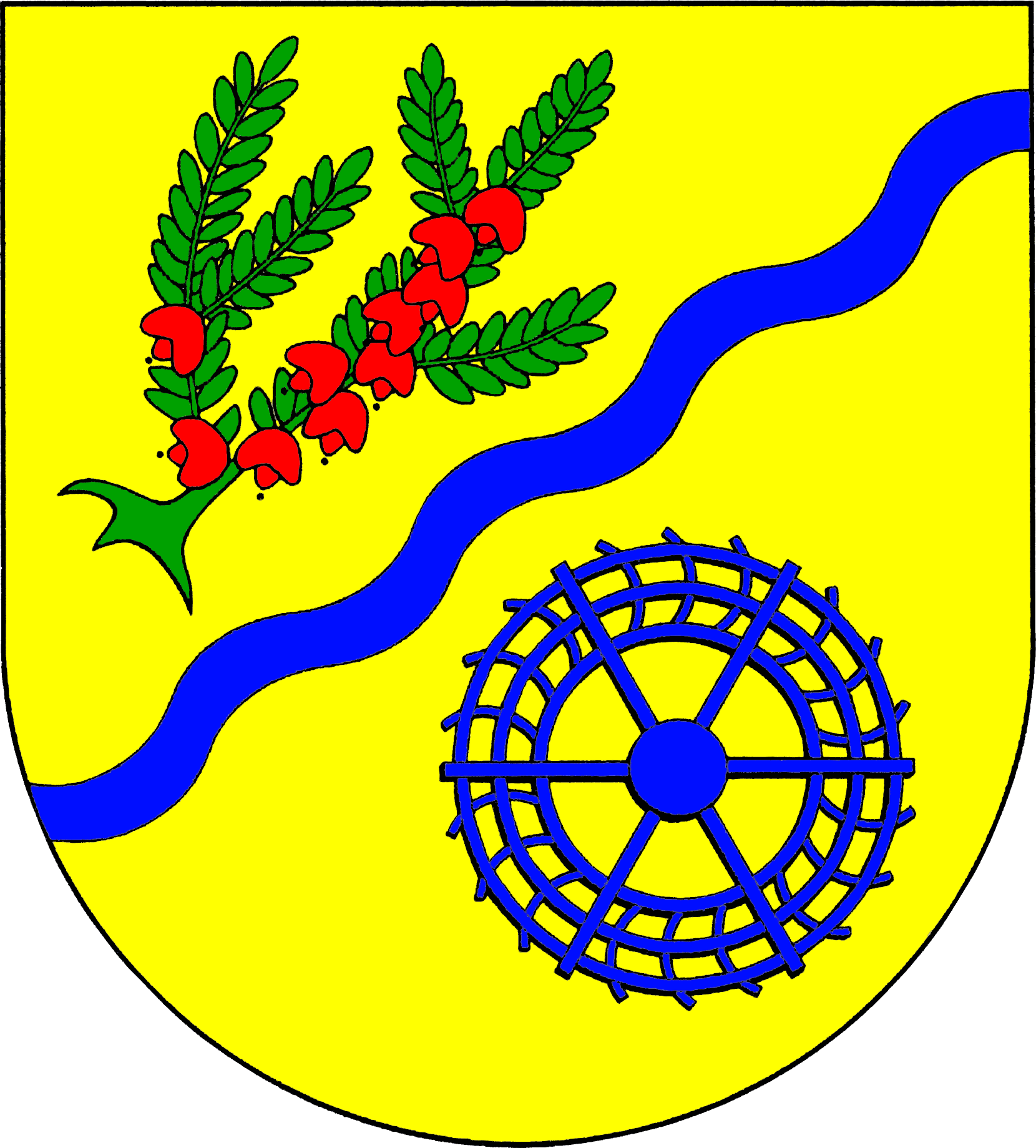
Heidmühlen
Latendorf[36]
Rickling[37]

### Amt Bornhöved

Bornhöved
Damsdorf
Gönnebek
Schmalensee
Stocksee
Tarbek
Tensfeld
Trappenkamp

Lage des Amtes
Wappen Amt Bornhöved[38]

- Bornhöved[39]
- Damsdorf[40]
- Gönnebek[41]
- Schmalensee[42]
- Stocksee[43]
- Tarbek[44]
- Tensfeld[45]
- Trappenkamp[46]

### Amt Itzstedt
- Lage des Amtes
- Das Amt führt kein Wappen

- Itzstedt[47]
- Kayhude[48]
- Nahe[49]
- Oering[50]
- Seth[51]
- Sülfeld[52]

Itzstedt
Kayhude
Nahe
Oering
Seth
Sülfeld

Siebente amtsangehörige Gemeinde ist Tangstedt aus dem Kreis Stormarn.

### Amt Kisdorf

Lage des Amtes
Wappen Amt Kisdorf

Lage des Amtes
Wappen Amt Kisdorf[53]

Hüttblek[54]
Kattendorf[55]
Kisdorf[56]
Oersdorf[57]
Sievershütten[58]
Struvenhütten[59]
Stuvenborn[60]
Wakendorf II[61]
Winsen[62]

### Amt Leezen

Lage des Amtes
Wappen Amt Leezen[63]

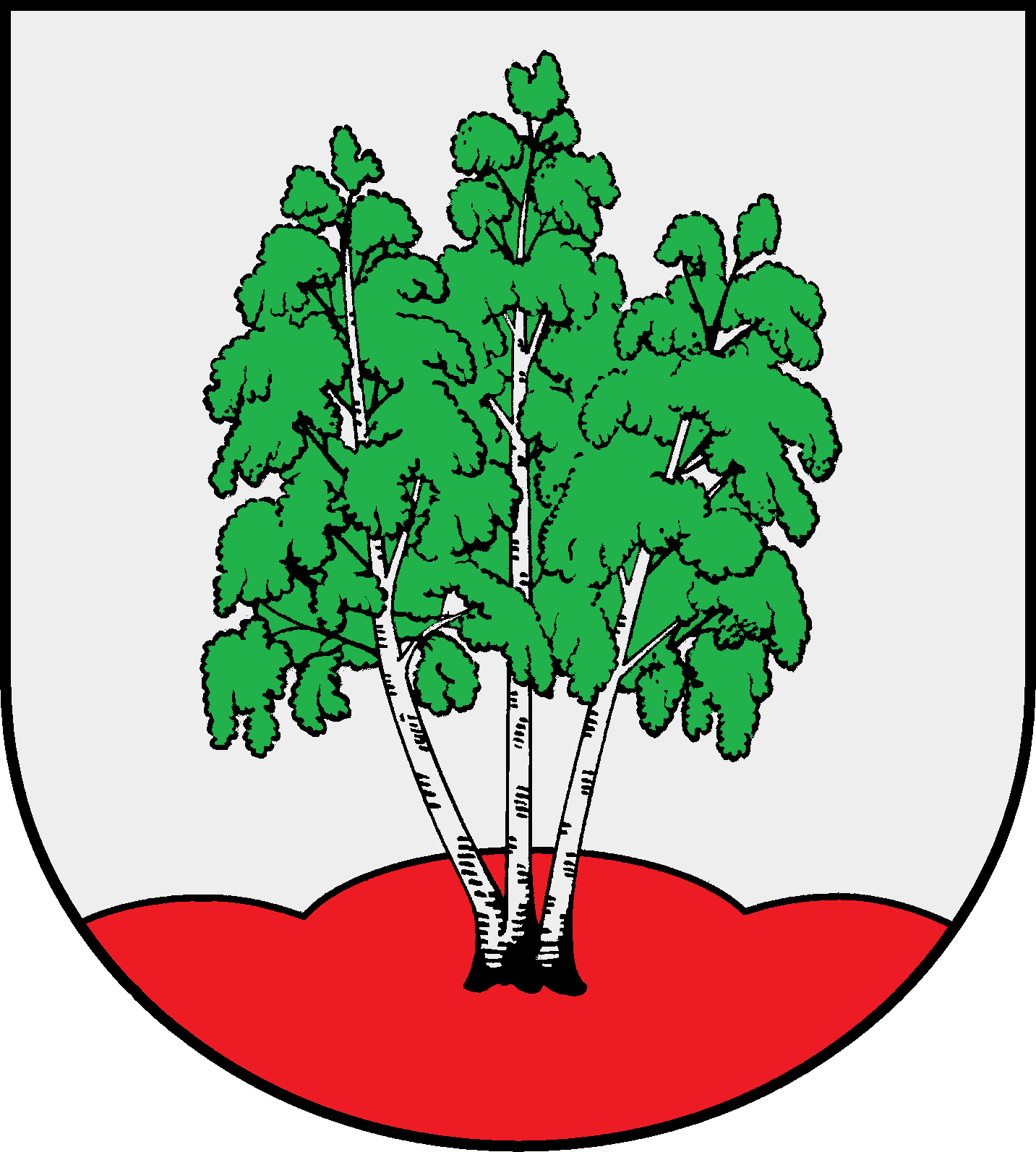
Bark
Bebensee[65]
Fredesdorf[66]
Groß Niendorf[67]
Högersdorf[68]
Kükels[69]
Leezen[70]
Mözen[71]
Neversdorf[72]
Schwissel[73]
Todesfelde[74]
Wittenborn[75]

### Amt Trave-Land

Lage des Amtes
Wappen Amt Trave-Land[76]

Bahrenhof
Blunk[77]
Bühnsdorf[78]
Dreggers
Fahrenkrug[79]
Geschendorf[80]
Glasau[81]
Groß Rönnau[82]
Klein Gladebrügge[83]
Klein Rönnau[84]
Krems II[85]
Negernbötel[86]
Nehms[87]
Neuengörs[88]
Pronstorf[89]
Rohlstorf[90]
Schackendorf[91]
Schieren[92]
Seedorf[93]
Stipsdorf[94]
Strukdorf
Travenhorst
Traventhal[95]
Wakendorf I[96]
Weede
Wensin[97]
Westerrade[98]

## Ehemalige Ämter

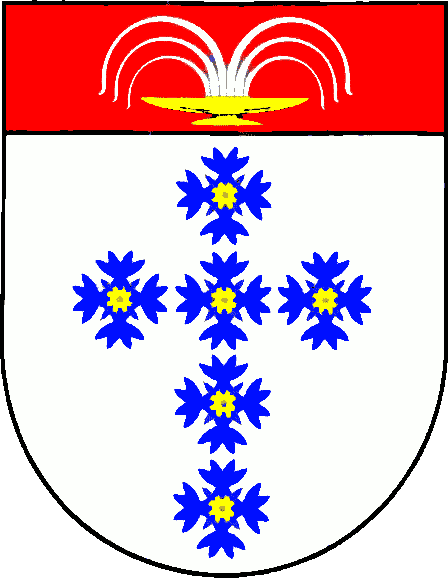
Amt Bornhöved bis 2009
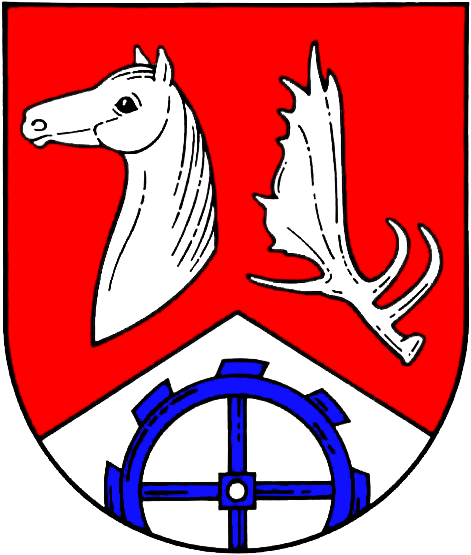
Amt Segeberg-Land
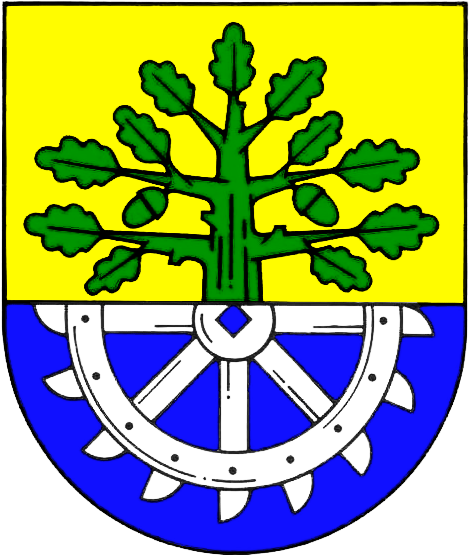
Amt Wensin

## Blasonierungen
1. ↑  Kreis Segeberg: „In Silber ein aus vier spitzbedachten roten Ziegeltürmen bestehendes Kreuz, bewinkelt von vier grünen Seerosenblättern und in seiner ausgebrochenen Kreuzungsstelle belegt mit dem holsteinischen Wappenschild: in Rot ein silbernes Nesselblatt.“ (Kommunale Wappenrolle Schleswig-Holstein)
2. ↑  Bad Bramstedt: „In Blau ein silberner römischer Krieger mit goldenem Helm, goldenem Panzer und goldener Fußbekleidung und einer roten Schärpe von der linken Schulter zur rechten Hüfte, in der seitlich ausgestreckten rechten Hand ein aufgerichtetes, bloßes silbernes römisches Schwert haltend, während sich die linke auf einen holsteinischen Wappenschild stützt (in Rot ein silbernes Nesselblatt).“ (Kommunale Wappenrolle Schleswig-Holstein)
3. ↑  Bad Segeberg: „Auf einem von Silber und Blau im Wellenschnitt geteilten Dreiberg in Silber eine rote Ziegelburg, bestehend aus einer beiderseits von je zwei runden, niedrigen Zinnentürmen flankierten Zinnenmauer mit schwarzer, rundbogiger Toröffnung, darin ein hochgezogenes, goldenes Fallgitter, und aus einem hohen Mittelturm hinter der Mauer mit blauem, in eine Kugel auslaufendem Spitzdach und einer beiderseits ausladenden, durch schräge Streben unterstützten Zinnenplatte; der Turm beiderseits auf der Höhe der Mauer besteckt mit einer an blauer Stange schräg herausragenden, silbernen, hochrechteckigen Flagge mit rotem Zackenrand.“ (Kommunale Wappenrolle Schleswig-Holstein)
4. ↑  Ellerau: „In Gold ein schräglinker blauer Wellenbalken, begleitet von zwei schwarzen Erlenzweigen mit grünen Blättern und schwarzen Kätzchen (oberer Zweig) bzw. schwarzen Zapfen (unterer Zweig), der obere Zweig nach links, der untere nach rechts gewandt.“ (Kommunale Wappenrolle Schleswig-Holstein)
5. ↑  Henstedt-Ulzburg: „In Silber zwischen einer schwebenden, fünfmal gezinnten roten Mauerkrone oben und zwei blauen Wellenfäden unten ein dreiblättriger grüner Eichenzweig.“ (Kommunale Wappenrolle Schleswig-Holstein)
6. ↑  Kaltenkirchen: „In Rot das silberne holsteinische Nesselblatt, darauf ein roter, von zwei blauen Eichenblättern begleiteter Kirchturm mit blauer Haube und Spitzturm.“ (Kommunale Wappenrolle Schleswig-Holstein)
7. ↑  Norderstedt: „Geviert von Blau und Silber mit rotem Mittelschild, darin ein achtstrahliger silberner Stern, dessen oberster Strahl mit einer silbernen Lilie besteckt ist.“ (Kommunale Wappenrolle Schleswig-Holstein)
8. ↑  Wahlstedt: „Von Silber und Rot schräglinks geteilt, darauf in vertauschten Farben ein schrägrechts gestellter, bewurzelter Eichenstumpf mit vier Zweigen.“ (Kommunale Wappenrolle Schleswig-Holstein)
9. ↑  Amt Auenland Südholstein: „Geviert. 1 und 4 in Silber zwei blaue Wellenbalken; 2 und 3 in Rot ein silbernes Eichenblatt.“ (Kommunale Wappenrolle Schleswig-Holstein)
10. ↑  Alveslohe: „In Grün ein silberner Dreiecksschild mit einem roten Pfeileisen (Strahl) mit der Spitze nach rechts; im Schildfuß ein schmalerer silberner Wellenbalken über einem gleichen breiteren.“ (Kommunale Wappenrolle Schleswig-Holstein)
11. ↑  Hartenholm: „Unter grünem Schildhaupt, darin drei goldene Tannenzapfen nebeneinander, in Silber ein schwarzes Hirschgeweih.“ (Kommunale Wappenrolle Schleswig-Holstein)
12. ↑  Hasenmoor: „Von Grün und Gold schräglinks geteilt. Oben ein sitzender goldener Feldhase, unten fünf schwarze Grasbüschel.“ (Kommunale Wappenrolle Schleswig-Holstein)
13. ↑  Lentföhrden: „In Silber ein balzender, in Anlehnung an die natürliche Farbgebung von Schwarz, Gold und Rot tingierter Birkhahn.“ (Kommunale Wappenrolle Schleswig-Holstein)
14. ↑  Nützen: „Von Grün und Blau durch einen schrägen silbernen Wellenbalken geteilt, oben drei zum Wellenbalken fächerförmig gestellte goldene Haselnüsse mit schwarzen Hüllblättern, unten ein zum Wellenbalken gebrochener unterhalber silberner Mahlstein.“ (Kommunale Wappenrolle Schleswig-Holstein)
15. ↑  Schmalfeld: „Durch eine erniedrigte, durchgehende, aus Granitquadern mit drei bogenförmigen Durchlässen gemauerte silberne Brücke von Grün und Blau geteilt. Oben zwei aufrechte, auswärts geneigte goldene Eichenblätter.“ (Kommunale Wappenrolle Schleswig-Holstein)
16. ↑  Amt Boostedt-Rickling: „Unter dem mit drei grünen Seerosenblättern belegten goldenen Wellenschildhaupt in Blau ein mit einem achtstrahligen facettierten blauen Stern belegtes goldenes Nesselblatt.“ (Kommunale Wappenrolle Schleswig-Holstein)
17. ↑  Armstedt: „In Rot mit silbern geflammtem Schildhaupt ein erhöhter silberner Sparren, dessen Schenkel einen auf einem goldenen Ast sitzenden goldenen Wiedehopf einschließen.“ (Kommunale Wappenrolle Schleswig-Holstein)
18. ↑  Bimöhlen: „Über grünem Schildfuß, darin ein goldener, mit goldener Torflast beladener Torfkarren, in Silber ein rotes Mühlrad mit jeweils zwölf Speichen und Schaufeln, das unten einen blauen Wellenbalken überdeckt.“ (Kommunale Wappenrolle Schleswig-Holstein)
19. ↑  Borstel: „In Grün einen nach Art eines romanischen Rundbogenfensters ausgezogenen goldenen Hügel, darin ein rotes Fachwerkhaus, darunter eine Stechpalme (Ilex aquifolium) mit drei grünen Blättern und fünf roten Früchten.“ (Kommunale Wappenrolle Schleswig-Holstein)
20. ↑  Föhrden-Barl: „In Gold ein erhöhter grüner Berg, darin unter drei silbernen Laubblätter ein durchbrochener schmaler silberner Wellenbalken, darunter ein goldenes Amulett.“ (Kommunale Wappenrolle Schleswig-Holstein)
21. ↑  Fuhlendorf: „In Blau die silberne, im Innern mit einem Kleeblatt gezierte Krümme eines Abtstabes über einem silbernen Räderpflug.“ (Kommunale Wappenrolle Schleswig-Holstein)
22. ↑  Großenaspe: „In Grün ein goldener Eidring, begleitet in den Oberecken von zwei silbernen Espenblättern.“ (Kommunale Wappenrolle Schleswig-Holstein)
23. ↑  Hagen: „Von Rot und Gold geteilt. Oben schräg gekreuzt eine silberne Hacke und eine silberne Axt, unten in Gold zwei schräg gekreuzte, aufrechte schwarze Dornenzweige.“ (Kommunale Wappenrolle Schleswig-Holstein)
24. ↑  Hardebek: „In Silber ein schräglinker blauer Wellenbalken, am rechten Schildrand eine gestürzte grüne Spitze, darin ein silbernes Wohnhaus; am linken Schildrand eine grüne Spitze, darin ein silberner Pferdekopf.“ (Kommunale Wappenrolle Schleswig-Holstein)
25. ↑  Hasenkrug: „In Gold ein erniedrigter, flacher blauer Sturzsparren. Oben ein roter Hase im Lauf, unten zwei auswärts geneigte grüne Eichenblätter.“ (Kommunale Wappenrolle Schleswig-Holstein)
26. ↑  Heidmoor: „Unter rotem Flammenschildhaupt in Silber ein grünes Heidekraut mit roten Blüten, darunter ein abgeflachter blauer Hügel, darin zwei gekreuzte silberne Torfspaten.“ (Kommunale Wappenrolle Schleswig-Holstein)
27. ↑  Hitzhusen: „In Silber über einem breiten blauen Flachzinnen-Schildfuß, darin eine silberne Meerforelle, ein schmaler roter Flachzinnensteg, darüber ein großer grüner Wassernabel mit drei Blättern.“ (Kommunale Wappenrolle Schleswig-Holstein)
28. ↑  Mönkloh: „In Grün ein breiter schräglinker silberner Balken, darin ein blaues Kreuz. Oben zwei goldene Ähren, unten eine silberne Geweihstange.“ (Kommunale Wappenrolle Schleswig-Holstein)
29. ↑  Weddelbrook: „Von Gold und Blau schräg im Schlangenschnitt gesenkt geteilt. Oben vier rote Fachwerkhäuser 2 : 1 : 1, unten ein silberner Mahlstein.“ (Kommunale Wappenrolle Schleswig-Holstein)
30. ↑  Wiemersdorf: „In Grün drei goldene Ochsengehörne in der Stellung 2 : 1. Im goldenen Schildfuß drei rote Mauersteine in der Stellung 2 : 1.“ (Kommunale Wappenrolle Schleswig-Holstein)
31. ↑  Amt Boostedt-Rickling: „Von Grün und Silber durch eine eingebogene Spitze gesenkt geteilt. Ein goldenes Wagenrad zwischen zwei vom oberen Schildrand zur Spitze, diese im oberen Drittel anstoßende, sich verjüngende silberne Bogenpfähle.“ (Kommunale Wappenrolle Schleswig-Holstein)
32. ↑  Boostedt: „In Blau zwischen zwei aufrechtstehenden goldenen Buchenblättern ein silberner Schräglinksbalken, belegt mit neun einzelnen roten Ziegelsteinen, von denen der erste und der letzte im Schildrand verschwinden.“ (Kommunale Wappenrolle Schleswig-Holstein)
33. ↑  Daldorf: „In Gold über einem breiten grünen Schildfußbord ein rotes Wagenrad, oberhalb rechts und links begleitet von je einem grünen Birkenzweig, darüber zwei rote gekreuzten Torfspaten.“ (Kommunale Wappenrolle Schleswig-Holstein)
34. ↑  Groß Kummerfeld: „Von Gold und Grün im Wellenschnitt geteilt. Oben eine grüne Haferrispe zwischen zwei grünen Kornähren, unten ein unterhalbes silbernes Wagenrad.“ (Kommunale Wappenrolle Schleswig-Holstein)
35. ↑  Heidmühlen: „In Gold ein schräglinker blauer Wellenbalken, oben ein zweiteiliges grünes Heidekraut mit roten Blüten, unten ein blaues Wassermühlrad.“ (Kommunale Wappenrolle Schleswig-Holstein)
36. ↑  Latendorf: „Von Silber und Grün im Pfropfschnitt mit drei flachen Pfröpfen gesenkt geteilt. Oben zwei aufrecht stehende grüne Laubzweige, unten ein silbernes Hirschgeweih.“ (Kommunale Wappenrolle Schleswig-Holstein)
37. ↑  Rickling: „In Rot ein schräglinker silberner Wellenbalken, begleitet oben von dem silbernen Zeichen (Kronenkreuz) des Diakonischen Werkes, unten von einem silbernen Pflug.“ (Kommunale Wappenrolle Schleswig-Holstein)
38. ↑  Amt Bornhöved: „Von Rot und Blau durch ein schmales silbernes Wellenband, bestehend aus einem halben Wellental, einem abgeflachten Wellenberg und einem halben Wellental, gesenkt geteilt. Oben eine goldene Schale, der eine achtstrahlige silberne Fontäne entspringt, unten eine goldene Rapsblüte, belegt mit einer achtblättrigen blauen Kornblume.“ (Kommunale Wappenrolle Schleswig-Holstein)
39. ↑  Bornhöved: „In Blau der freischwebende holsteinische Wappenschild (in Rot ein silbernes Nesselblatt), auf dessen oberem Rand ein schwarzes flaches Gefäß (Quelleneinfassung) steht, aus dem nach rechts und links je drei lange Wellenlinien sich an beiden Seiten des Nesselblatts herunterziehen. Über der Quelle ein schwebendes goldgelocktes Menschenhaupt.“ (Kommunale Wappenrolle Schleswig-Holstein)
40. ↑  Damsdorf: „Von Silber und Rot schräglinks geteilt. Vorn eine aufrechte grüne Damwildschaufel, hinten ein silberner Mühlstein.“ (Kommunale Wappenrolle Schleswig-Holstein)
41. ↑  Gönnebek: „Von Blau und Grün erhöht geteilt durch ein breites silbernes Wellenband, bestehend aus einem halben Wellental, einem Wellenberg und einem halben Wellental, darunter eine goldene Schüssel.“ (Kommunale Wappenrolle Schleswig-Holstein)
42. ↑  Schmalensee: „Durch einen silbernen Wellenfaden erniedrigt von Rot und Blau geteilt, überdeckt mit einem fünfblättrigen, bewurzelten goldenen Schößling.“ (Kommunale Wappenrolle Schleswig-Holstein)
43. ↑  Stocksee: „Von Silber und Blau im Wellenschnitt geteilt. Oben zwischen zwei roten bewurzelten Baumstümpfen ein grünes Ährenbündel, unten ein silberner Einbaum.“ (Kommunale Wappenrolle Schleswig-Holstein)
44. ↑  Tarbek: „In Blau ein goldener, abgeflachter beiderseits leicht eingebogener Hügel, der mit einem goldenen Steingrab bestanden ist. Im Hügel ein großer blauer Tropfen.“ (Kommunale Wappenrolle Schleswig-Holstein)
45. ↑  Tensfeld: „Von Silber und Grün im Wellenschnitt schräglinks geteilt. In verwechselten Farben oben die Moorpflanze Sonnentau, unten ein Ammonit.“ (Kommunale Wappenrolle Schleswig-Holstein)
46. ↑  Trappenkamp: „In Grün eine goldene Spitze.“ (Kommunale Wappenrolle Schleswig-Holstein)
47. ↑  Itzstedt: „Über blauem, durch einen silbernen Wellenbogen abgeteilten Schildfuß von Silber und Rot gespalten. Vorn eine aus dem Wellenbogen wachsende grüne Doppeleiche, hinten ein im Stiel gebrochener goldener Torfspaten.“ (Kommunale Wappenrolle Schleswig-Holstein)
48. ↑  Kayhude: „In Gold ein erhöhter, breiter blauer Wellenbalken, unten begleitet von zwei hinten verstutzten schwarzen Wellenfäden und belegt mit einem linksgewendeten goldenen Kahn mit goldenem Steuerruder und schwarzer Torffracht; darunter ein schräggestellter schwarzer Torfspaten mit goldenem Griff.“ (Kommunale Wappenrolle Schleswig-Holstein)
49. ↑  Nahe: „Über blauem, mit einem silbernen Wellenbalken abschließenden Schildfuß in rot eine silberne Rollenkappenfibel.“ (Kommunale Wappenrolle Schleswig-Holstein)
50. ↑  Oering: „In Grün ein flacher silberner Wellengöpel, begleitet rechts und links von einem goldenen nach außen geneigten Lindenblatt und unten von einem goldenen siebenfach segmentierten Ring.“ (Kommunale Wappenrolle Schleswig-Holstein)
51. ↑  Seth: „In Silber eine eingebogene erhöhte grüne Spitze, darin ein goldener Sonnentau mit sieben Blättern und einem in dem linken Obereck geschweift wachsenden roten Blütenstand. Im rechten Obereck eine grüne Urne.“ (Kommunale Wappenrolle Schleswig-Holstein)
52. ↑  Sülfeld: „Geteilt. Oben in Rot eine goldene Glocke, unten in Silber ein wachsendes, durchgehendes blaues Antoniuskreuz mit wellenförmig geschwungenen Balken.“ (Kommunale Wappenrolle Schleswig-Holstein)
53. ↑  Amt Kisdorf: „Gespalten von Silber und Rot. Vorn ein neunspeichiges Wagenrad über neun 1 : 2 : 3 : 2 : 1 gestellten Mauersteinen, hinten eine aufrecht gestellte neunsprossige Damwildschaufel in verwechselten Farben.“ (Kommunale Wappenrolle Schleswig-Holstein)
54. ↑  Hüttblek: „In Rot eine erhöhte silberne Spitze, belegt mit einer aus einem grünen Dreiberg herauswachsenden Pflanze des gefleckten Knabenkrautes mit grünen, schwarzgefleckten Blättern und roten Blüten.“ (Kommunale Wappenrolle Schleswig-Holstein)
55. ↑  Kattendorf: „Über grünem Wellenschildfuß, dieser belegt mit zwei silbernen Wellenfäden, in Gold ein dreiblättriger grüner Stechpalmenzweig.“ (Kommunale Wappenrolle Schleswig-Holstein)
56. ↑  Kisdorf: „In Silber unter einem erhöhten roten Sparren ein grüner Eichenzweig mit drei Blättern und einer Eichel; in den Oberecken je drei blaue Kugeln 2 : 1.“ (Kommunale Wappenrolle Schleswig-Holstein)
57. ↑  Oersdorf: „In Silber ein breiter blauer Schräglinksbalken, begleitet oben von einem bewurzelten grünen Laubbaum, unten von einem sechsspeichigen roten Wagenrad.“ (Kommunale Wappenrolle Schleswig-Holstein)
58. ↑  Sievershütten: „In Grün unter einem silbernen Wellenband in der Form des stilisierten Buchstabens S ein gemauerter silberner Glasbrennofen mit rotem Feuerloch und roten Windlöchern.“ (Kommunale Wappenrolle Schleswig-Holstein)
59. ↑  Struvenhütten: „Von Rot und Grün durch einen schräglinken silbernen Wellenbalken geteilt. Oben ein überdachter silberner Glasbrennofen, unten ein silbernes Buchenblatt mit Fruchtstand.“ (Kommunale Wappenrolle Schleswig-Holstein)
60. ↑  Stuvenborn: „In Grün, vor silbernem Wellenbalken im Schildfuß, ein kampfbereiter, rotbewehrter goldener Hahn, begleitet oben links von einer goldenen Scheibe (Goldmedaille) mit Aufhängeöse.“ (Kommunale Wappenrolle Schleswig-Holstein)
61. ↑  Wakendorf II: „Über grünem Schildfuß, darin ein silberner Wellenbalken. In Silber drei 2 : 1 gestellte grüne, jeweils mit einer goldenen Blüte belegte Blätter der Sumpfdotterblume.“ (Kommunale Wappenrolle Schleswig-Holstein)
62. ↑  Winsen: „In Silber ein erhöhter grüner Dreiberg, darin über einem silbernen Wellenbalken ein goldener links gewendeter hersehender Uhu mit einem silbernen Buchenzweig im Fang.“ (Kommunale Wappenrolle Schleswig-Holstein)
63. ↑  Amt Leezen: „In Gold eine zwölfblättrige bewurzelte grüne Eiche. Im blauen Schildfuß eine silberne Brasse. “ (Kommunale Wappenrolle Schleswig-Holstein)
64. ↑  Bark: „Über erniedrigtem roten Dreiberg und in diesem wurzelnd in Silber drei aus einer Wurzel wachsende, eine gemeinsame Krone bildende natürlich tingierte Birken.“ (Kommunale Wappenrolle Schleswig-Holstein)
65. ↑  Bebensee: „Über silbernem, mit zwei blauen Wellenfäden belegten Wellenschildfuß in Gold ein erhöhter grüner Hügel, darin die goldene Blüte einer Sumpfdotterblume, links und rechts begleitet von je einem silbernen Rohrkolben mit schwarzen Kolben.“ (Kommunale Wappenrolle Schleswig-Holstein)
66. ↑  Fredesdorf: „In Gold unter einem blauen Wellenbalken ein schwarzer Torfkarren, umringt von zehn grünen Lindenblättern.“ (Kommunale Wappenrolle Schleswig-Holstein)
67. ↑  Groß Niendorf: „In Silber ein blauer Wellenbalken, darüber die Giebelseite eines Bauernhauses mit schwarzem Dach unter Giebelbrettern in Form von abgewendeten Pferdeköpfen über silbernem Eulenloch, roter Mauerung zwischen schwarzem Fachwerk und silbernem Dielentor mit schwarzer Schlupftür; darunter ein Birkhahn in Imponierstellung mit schwarzem Gefieder, silbernen Schwanzfedern und roter Kopfzeichnung.“ (Kommunale Wappenrolle Schleswig-Holstein)
68. ↑  Högersdorf: „In Blau ein silberner mit einem Balken-Firstkreuz bestecker Sparren, rechts und links je eine goldene Biene.“ (Kommunale Wappenrolle Schleswig-Holstein)
69. ↑  Kükels: „Von Gold und Blau durch einen in verwechselten Farben im Wellenschnitt geteilten Schräglinksbalken gesenkt geteilt, oben ein rote Rotbuche, unten ein aufgebogener silberner Hecht.“ (Kommunale Wappenrolle Schleswig-Holstein)
70. ↑  Leezen: „In Silber über einem blauen Zwillingswellenbalken ein roter hölzerner Glockenturm, in der unteren Hälfte beiderseits begleitet von einem grünen Lindenbaum.“ (Kommunale Wappenrolle Schleswig-Holstein)
71. ↑  Mözen: „Über blauem Wellenschildfuß mit einer silbernen Wellenleiste unweit der Teilungslinie ein leicht schräg links gestellter grüner, unten silberner Schilfhalm. Im rechten oberen Schrägeck ein abgebrochener silberner Krummstab.“ (Kommunale Wappenrolle Schleswig-Holstein)
72. ↑  Neversdorf: „Über einen blauen Wellenschildfuß, darin ein nach links gewendeter silberner Zander, in Silber ein schwebender abgeflachter und links den Schildrand anstoßender Hügel, der mit drei schwarzstämmigen grünen Laubbäumen bestanden ist. Im linken Obereck ein breiter schrägrechter blauer Wellenbalken.“ (Kommunale Wappenrolle Schleswig-Holstein)
73. ↑  Schwissel: „In Silber unter einem erhöhten schräglinken und schrägrechten blauen Wellenbalken ein grüner Hügel, darin eine goldene Urne.“ (Kommunale Wappenrolle Schleswig-Holstein)
74. ↑  Todesfelde: „Von Grün und Silber durch einen unten abgewinkelten schmalen Keilschnitt erhöht geteilt. Oben rechts ein dreiblütiges silbernes Wiesenschaumkraut mit einem goldenen gefiederten Blatt rechts und einem goldenen gezahnten Blatt links, oben links ein goldenes Pferdegeschirr (Kumt), unten ein schwebender roter Treppengiebel mit drei roten Rundbogenfenstern.“ (Kommunale Wappenrolle Schleswig-Holstein)
75. ↑  Wittenborn: „Gespalten von Blau und Silber, überdeckt mit einem aus Werkstein gemauerten Brunnen mit breitem Rand in verwechselten Farben.“ (Kommunale Wappenrolle Schleswig-Holstein)
76. ↑  Amt Trave-Land: „Durch einen silbernen Wellenbalken von Rot und Blau schräglinks geteilt. Oben ein silberner Pferdekopf und ein Eichenzweig, unten zwei goldene Rapsblüten.“ (Kommunale Wappenrolle Schleswig-Holstein)
77. ↑  Blunk: „Von Silber und Blau durch einen breiteren grünen und einen schmäleren silbernen Wellenbalken schräglinks geteilt. Oben ein fliegender goldäugiger Rotmilan, unten ein goldenes Mühlrad, das blaue Feld bordweis mit 12 silbernen Perlen belegt.“ (Kommunale Wappenrolle Schleswig-Holstein)
78. ↑  Bühnsdorf: „Durch einen erhöhten silbernen Wellenbalken von Rot und Blau geteilt. Oben eine liegende silberne Flintbeilschneide, unten eine aufrechte silberne Ähre neben einem auswärts gewendeten, aufrechten silbernen Schlachterbeil.“ (Kommunale Wappenrolle Schleswig-Holstein)
79. ↑  Fahrenkrug: „Über einem roten Sturzsparrenschildfuß in Silber drei fächerförmig gestellte grüne Farnwedel.“ (Kommunale Wappenrolle Schleswig-Holstein)
80. ↑  Geschendorf: „Von Gold und Silber durch einen blauen Schrägbalken im Schlangenschnitt geteilt. Oben ein grünes Lindenblatt mit Fruchtstand, unten drei grüne Rohrkolben.“ (Kommunale Wappenrolle Schleswig-Holstein)
81. ↑  Glasau: „In Grün eine silberne Deichsel, lediglich im oberen Winkel bis zum Schildhaupt reichende rote Flammen in Silber, im rechten Winkel zwei silberne Steine, im linken Winkel ein wachsender goldener Krummstab.“ (Kommunale Wappenrolle Schleswig-Holstein)
82. ↑  Groß Rönnau: „Geteilt. Oben in Blau ein aus vier Tragsteinen und einem Deckstein bestehendes silbernes Steingrab. Unten in Gold drei grüne Ständer zur Schildmitte.“ (Kommunale Wappenrolle Schleswig-Holstein)
83. ↑  Klein Gladebrügge: „In Silber ein schräger, sich nach unten verbreitender, gesenkter blauer Wellenbalken, überdeckt von einer roten Ziegelsteinbrücke, oben links eine asymmetrische grüne Eiche mit zwei roten Eicheln.“ (Kommunale Wappenrolle Schleswig-Holstein)
84. ↑  Klein Rönnau: „In Blau drei fächerförmig angeordnete, in der Stängelmitte gekreuzte goldene Weizenähren, beseitet rechts von der vorderen, links von der hinteren Hälfte eines silbernen Rades.“ (Kommunale Wappenrolle Schleswig-Holstein)
85. ↑  Krems II: „In Grün ein breiter mit einem blauen Wellenbalken belegter silberner Schrägwellenbalken. Oben eine äsende, silberne, golden bewehrte Gans, unten eine schräg gestellte goldene Haferrispe.“ (Kommunale Wappenrolle Schleswig-Holstein)
86. ↑  Negernbötel: „In Silber eine eingeschweifte blaue Spitze, beiderseits begleitet von einem roten Bauernhaus (Frontalansicht) mit goldenem Tor, goldenen Stalltüren und goldenem Giebelbrett.“ (Kommunale Wappenrolle Schleswig-Holstein)
87. ↑  Nehms: „In Gold über drei blauen Wellenbalken eine grüne bewurzelte Buche.“ (Kommunale Wappenrolle Schleswig-Holstein)
88. ↑  Neuengörs: „In Blau eine eingebogene silberne Spitze, diese belegt mit einem roten Mühlstein, begleitet vorn von einem silbernen Eichenblatt, hinten von einem bewurzelten silbernen Baumstumpf.“ (Kommunale Wappenrolle Schleswig-Holstein)
89. ↑  Pronstorf: „In Blau ein goldener, mit sechs Blüten, einer Knospe und einem Blatt bestückter Rapsstängel, oben links begleitet von einer kleinen silbernen Kirche.“ (Kommunale Wappenrolle Schleswig-Holstein)
90. ↑  Rohlstorf: „Geteilt von Grün und Silber. Oben ein goldenes Garbenbündel mit sechs Ähren, unten über einem grünen Buchenblatt ein blauer Wellenbalken.“ (Kommunale Wappenrolle Schleswig-Holstein)
91. ↑  Schackendorf: „In Silber ein beiderseits eingebogener, schräglinker blauer Balken, begleitet oben von einem aufrechten grünen Lindenblatt, unten von einem achtspeichigen schwarzen Rad.“ (Kommunale Wappenrolle Schleswig-Holstein)
92. ↑  Schieren: „In Rot ein bewurzelter goldener Eichbaum, dessen Krone von acht silbernen Hufeisen kreisförmig umgeben ist.“ (Kommunale Wappenrolle Schleswig-Holstein)
93. ↑  Seedorf: „In Blau ein erhöhter goldener Dreiberg, darin ein rotes Torhaus, seitlich begleitet von vier 2 : 2 gestellten grünen Laubblättern, darunter ein blau-silberner Wellenschildfuß.“ (Kommunale Wappenrolle Schleswig-Holstein)
94. ↑  Stipsdorf: „In Silber über silbernem, mit zwei blauen Wellenfäden belegtem Wellenschildfuß ein grüner Dreiberg, darüber ein grüner Rotdornzweig mit vier roten Beeren.“ (Kommunale Wappenrolle Schleswig-Holstein)
95. ↑  Traventhal: „Von einer halben eingebogenen gestürzten Spitze in Grün und Gold geteilt. Oben ein silberner Pferdekopf, begleitet rechts und links von je einem nach außen geneigten goldenen Eichenblatt, unten gespalten durch einen sich verjüngenden blauen Wellenpfahl, links und rechts je einen schmalen, leicht gebogenen, zur Schildmitte sich verjüngenden und oben mit Schuppenschnitt abschließenden grünen Keil.“ (Kommunale Wappenrolle Schleswig-Holstein)
96. ↑  Wakendorf I: „In Silber ein erhöhter, mit einem silbernen Wellenfaden belegter blauer Wellenbalken, begleitet oben von einem roten Räderpflug, unten von einem aufrechten grünen Kastanienblatt.“ (Kommunale Wappenrolle Schleswig-Holstein)
97. ↑  Wensin: „In Grün ein gesenkter goldener Schrägwellenbalken, begleitet oben von einer goldenen holländischen Windmühle, unten von einem aus drei Tragsteinen und einer Deckplatte bestehenden goldenen Steingrab.“ (Kommunale Wappenrolle Schleswig-Holstein)
98. ↑  Westerrade: „In Grün ein gesenkter goldener Wellenbalken, darüber ein auffliegender, golden bewehrter silberner Reiher mit einem goldenen Fisch im Schnabel; darunter ein bewurzelter, ausschlagender silberner Baumstumpf.“ (Kommunale Wappenrolle Schleswig-Holstein)
99. ↑  Amt Bornhöved (bis 2009): „Unter rotem Schildhaupt, darin eine goldene Brunnenschale, aus der beiderseits drei bogenförmige silberne Strahlen aufsteigen und seitlich des Randes niederfallen, in Silber sechs in der Form eines lateinischen Kreuzes angeordnete Kornblumenblüten mit blauen Blütenblättern, grünen Kelchblättern und goldenem Blütengrund.“ (Kommunale Wappenrolle Schleswig-Holstein)
100. ↑  Amt Segeberg-Land: „In Rot über einer erniedrigten, flachen silbernen Spitze, diese belegt mit einem wachsenden blauen Mühlrad, ein silberner Pferdekopf und eine einwärts gekehrte silberne Damwildschaufel nebeneinander.“ (Kommunale Wappenrolle Schleswig-Holstein)
101. ↑  Amt Wensin: „Geteilt von Gold und Blau. Oben ein wachsender grüner Eichbaum mit sieben Ästen, unten an der Teilung ein unterhalbes, achtspeichiges silbernes Mühlrad.“ (Kommunale Wappenrolle Schleswig-Holstein)